# Washington Ortuño
Washington Ortuño (Montevideo, 13 maggio 1928 – 15 settembre 1973) è stato un calciatore uruguaiano di ruolo centrocampista, campione del mondo nel 1950 con la Nazionale uruguaiana.

## Carriera
Ortuño giocò tra il 1946 e il 1951 con il Peñarol, prima nelle giovanili e poi in prima squadra, con cui vinse 2 campionati uruguaiani.
Fece parte della selezione che vinse i Mondiali nel 1950, dove tuttavia non scese mai in campo.
Chiuse la carriera nel 1951 a causa di un infortunio, anche se provò inutilmente a giocare ancora nel 1954.

## Palmarès

### Club

#### Competizioni nazionali
- Campionato uruguaiano: 2

Peñarol: 1949, 1951

### Nazionale
- Campionato mondiale: 1

Brasile 1950